# Allium purpureum
Allium purpureum är ett vetenskapligt växtnamn som använts vid flera tillfällen men som inte längre är giltigt:
- A. purpureum Salisb. är en synonym till A. senescens
- A. purpureum Schur är en synonym till A. carinatum
- A. purpureum Loscos är en synonym till A. sphaerocephalon subsp. sphaerocephalon